# Al-Saadi al-Gaddafi
Al-Saadi al-Gaddafi ou Saadi al-Gheddafi (em árabe: الساعدي معمر القذافي - Trípoli, 25 de maio de 1973) é um empresário e ex-futebolista líbio.[carece de fontes?]
É filho do ex-ditador líbio Muammar al-Gaddafi, morto em 2011, depois de 42 anos no poder.

## Carreira como jogador
Al-Saadi iniciou sua carreira em 2000, com 27 anos de idade, no Al-Ahly, principal clube da Líbia. Em sua primeira passagem pelo futebol, ele contratou o canadense Ben Johnson (ex-medalhista nas Olimpíadas de Seul, em 1988, mas que teve sua medalha cassada por doping) para ser seu preparador físico, o ídolo argentino Diego Maradona como seu assessor e o treinador Carlos Bilardo (campeão mundial com a Argentina, em 1986) para ser o treinador da Seleção nacional. Em 6 de junho, a emissora de TV britânica BBC noticiou que o atacante havia sido transferido para o Birkirkara de Malta, mas essa notícia foi logo desmentida. No mesmo ano, devido sua influência política, foi convocado pela primeira vez para a Seleção da Líbia. Em pouco tempo, foi alçado à condição de capitão dos verdes, apesar de demonstrar destempero e ter diversas atuações ruins. Além disso, virou pivô de demissões de treinadores, e entre eles estava justamente Carlos Bilardo. Outro treinador, o italiano Franco Scoglio, chegou a não convocar o atacante para duas partidas. Al-Saadi jogou pela Seleção Líbia até 2006.

## Primeiro líbio no futebol europeu
No ano de 2002, Muammar al-Gaddafi, ditador da Líbia e pai do atacante, resolveu investir seu dinheiro no futebol após 20 anos utilizando sua fortuna com armamentos. Comprou dos patriarcas da família Agnelli, proprietária da FIAT, 7,5% das ações da Juventus de Turim. Nesta época, Muammar cogitou a entrada de seu filho no time principal da Vecchia Signora, mas tal tentativa foi um fracasso. Ainda em 2002, tentou comprar 20% do clube, mas também não obteve sucesso. Porém, o polêmico líder líbio conseguiu comprar a Triestina por US$ 4 milhões no mesmo período e chegou a firmar uma parceria de US$ 600 mil anuais com a Lazio para que o Al-Ittihad treinasse em suas instalações. Até mesmo o São Paulo fez parte do rol de clubes visitados pelo filho do ditador. Em 2003, o clube de Trípoli esteve no centro de treinamento do São Paulo para um amistoso contra os reservas tricolores e empatou por 1 a 1.
Depois da curta passagem pelo Brasil, Al-Saadi acertou transferência para o Perugia. Apesar de ter feito história como o primeiro jogador líbio a atuar no futebol europeu, o atacante protagonizou um fiasco: atuou em uma única partida, e deixou o Perugia em 2003. O clube acabaria sendo rebaixado após Al-Saadi ter sido pego no exame antidoping.
Ainda assim, o líbio não desistiu da carreira, ao ser contratado pela Udinese, equipe com mais tradição do que o Perugia. Apesar da grande expectativa dos líbios pelo momento, Al-Saadi protagonizou mais um fracasso. Este teria sido mais retumbante do que sua passagem pelo Perugia. Em duas temporadas, foi relegado por ordem do treinador Serse Cosmi, e não jogou mais do que dez minutos, contra o Cagliari. Aborrecido, Al-Saadi resolveu deixar o time.
Posteriormente, a Sampdoria resolveu investir em sua contratação. Novamente, sua contratação mostrou-se um grande fracasso. Ele não entrou em nenhuma partida enquanto possuía contrato com a Samp, sendo a 11ª opção de escalação.Na época, Emiliano Bonazzoli, Fabio Quagliarella e Fabio Bazzani eram as principais opções para o ataque. Rubén Olivera era quarta opção. Francesco Flachi era a quinta opção. Danilo Soddimo era o sexto nome para o ataque. Pietro Arnulfo era a sétima alternativa. Salvatore Foti ficava como nona alternativa e Gabriel Ferrari era o décimo nome para o ataque da Sampdoria.
Decepcionado com sua rápida passagem e sem chances pelo clube de Gênova, Al-Saadi resolveu voltar para a Líbia e terminar sua carreira de jogador.

## Carreira empresarial
Em 2006, o ex-atacante lançou um projeto ao governo de seu país para criar uma cidade de caráter semi-autónomo semelhante ao de Hong Kong, que se estendia 40 km entre Tripoli e a fronteira com a Tunísia. A cidade-autônoma proposta se tornaria um centro de alta tecnologia, serviços bancários, médicos e educacionais que não exigiriam visto para entrar. Ela teria o seu próprio aeroporto internacional e um importante porto marítimo. O filho de Muammar al-Gaddafi prometeu tolerância religiosa com a construção de "sinagogas e igrejas” e a não-discriminação na nova cidade, que teria “estilo ocidental”.

## Envolvimento nos protestos contra o governo
Desde que a Revolta na Líbia em 2011 estourou, Al-Saadi se tornaria comandante das Forças Especiais da Líbia, mas um alerta da Interpol foi emitido contra ele.
Em 11 de setembro de 2011 ele fugiu da Líbia e foi interceptado uma patrulha das forças armadas do Níger. 
Em 29 de setembro de 2011, a Interpol emitiu colocou Saadi na lista dos mais procurados, com base em um pedido do novo regime líbio, que o acusou de “intimidação armada” e “apropriação indébita” enquanto dirigia a Federação de Futebol da Líbia. As acusações incluíram também a direção de uma unidade militar que reprimiu brutalmente manifestações contra o regime deposto. Entretanto, o governo do Niger negou a possibilidade de extradição, pois não havia garantias de que haveria um julgamento justo e havia risco de pena de morte, mas declarou que Saadi poderia ser interrogado por agentes do novo regime líbio em Niamey, capital do país. 